# Philopterus linariae
Philopterus linariae är en insektsart som först beskrevs av Piaget 1885.  Philopterus linariae ingår i släktet fjäderlingar, och familjen fjäderlöss. Arten är reproducerande i Sverige.